# Центральный банк Багамских Островов
Центральный банк Багамских островов (англ. The Central Bank of The Bahamas) — центральный банк Содружества Багамских островов.

## История
В 1919 году создан Валютный совет (Currency Board). В 1968 году учреждено Управление денежного обращения Багамских островов (Bahamas Monetary Authority), получившее право эмиссии. 1 июня 1974 года учреждён Центральный банк Багамских островов, которому были переданы функции упразднённого Управления денежного обращения.